# Festival de Cannes 2015
Le Festival de Cannes 2015, 68e édition du festival, a lieu du 13 au 24 mai 2015 au Palais des festivals, à Cannes.
Les présidents du jury sont Joel et Ethan Coen et le maître de cérémonie, Lambert Wilson.
Le long métrage Dheepan, de Jacques Audiard, remporte la Palme d'or.
C'est le premier festival dont le conseil d'administration est sous la présidence de Pierre Lescure. Ce dernier succède à Gilles Jacob (désormais président d'honneur) qui dirigea le festival pendant 37 ans.

## Déroulement et faits marquants
Le 20 janvier 2015 il est annoncé que Joel et Ethan Coen seront les présidents du jury des longs-métrages,. Les frères cinéastes sont de grands habitués du festival : huit de leurs longs métrages ont été sélectionnés en compétition remportant une Palme d'or, un Grand prix et trois prix de la mise en scène. Si une coprésidence du jury est inédite pour celui des longs métrages, ce cas de figure est déjà arrivé pour le jury de la Caméra d'or en 1996 et 2006 ainsi que pour le jury des courts métrages en 2000.
Le 17 février 2015, le président du jury de la Cinéfondation et des courts métrages est dévoilé : il s'agit de Abderrahmane Sissako. Le cinéaste Mauritanien a été sélectionné cinq fois à Cannes mais ne participa à la compétition officielle qu'en 2014 avec Timbuktu, qui suscita un engouement massif sans avoir cependant reçu de prix. Il était membre de ce même jury en 2000 et a été président du jury de la section Un certain regard en 2003.

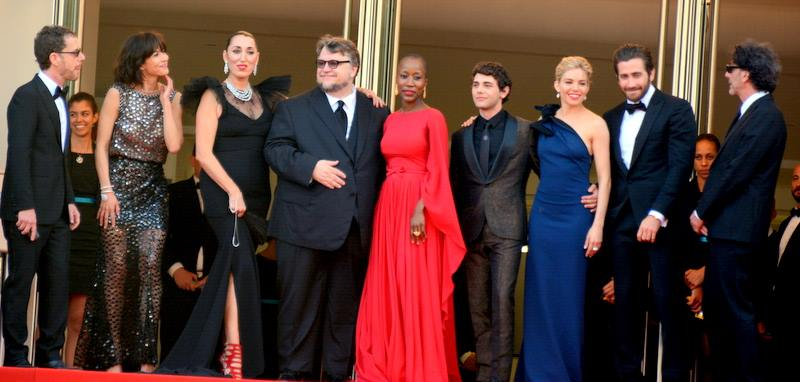
Le jury des longs-métrages.

Le 11 mars 2015 les organisateurs annoncent que c'est de nouveau l'acteur français Lambert Wilson qui tiendra le rôle de maître de cérémonie, après avoir rempli cette tâche l'année précédente, tout comme l'avait fait Édouard Baer à deux reprises consécutives.
Jia Zhangke – ancien président du jury des courts métrages et de la Cinéfondation en 2007, et membre du jury des longs métrages l'année précédente – recevra le Carrosse d'or lors de la Quinzaine des réalisateurs.
L'affiche officielle de la 68e édition du Festival de Cannes est dévoilée au grand public le 23 mars 2015. C'est l'actrice et présidente du jury 1973, Ingrid Bergman, qui en est l'emblème. L'affiche a été conçue par Hervé Chigioni et le graphiste Gilles Frappier, qui reprennent une photo de David Seymour. L'affiche de la Quinzaine des Réalisateurs — une photographie en noir et blanc de deux femmes qui se jettent à l'eau — est conçue par Michel Welfringer et Cécile Burban. L'affiche de la Semaine de la Critique représente Lou de Laâge dans Respire, sélectionné l'année précédente. L'affiche de l'ACID est une illustration de Tom Haugomat.

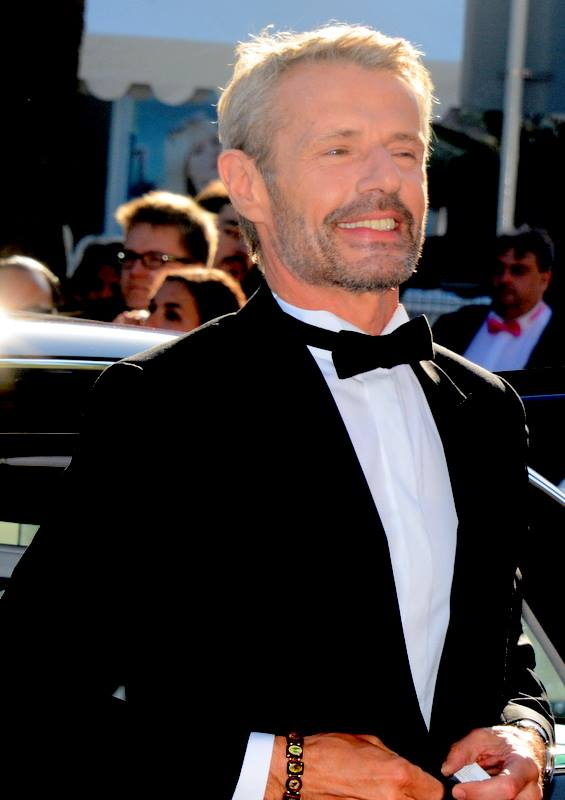
Lambert Wilson, maître de cérémonie.

Le jury de la Semaine de la critique est annoncé le 24 mars 2015 avec l'actrice israélienne Ronit Elkabetz pour présidente. Lors du Festival de Cannes 2004 elle jouait dans le film Mon trésor, lauréat de la Caméra d'or.

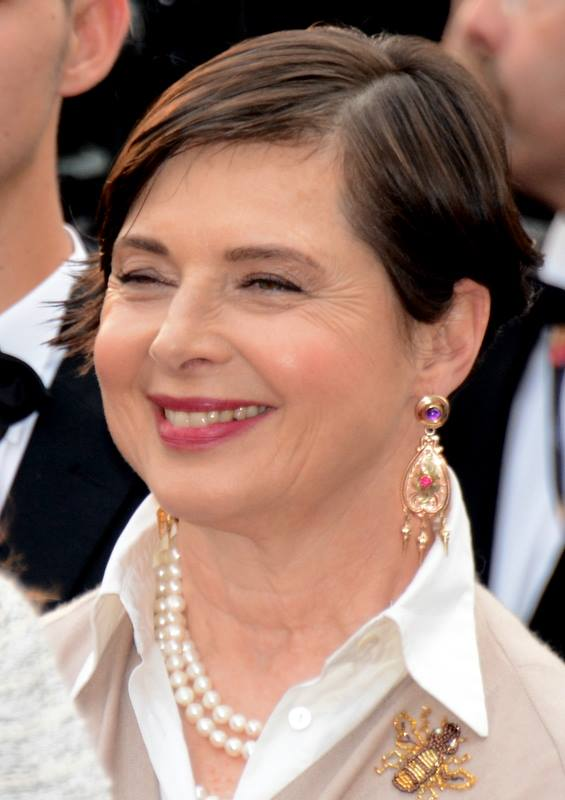
Isabella Rossellini, présidente du jury Un certain regard.

Le premier film de la sélection officielle est annoncé le 25 mars 2015. Il s'agit du film Mad Max: Fury Road de George Miller, qui sera présenté hors compétition. Tom Hardy et Charlize Theron font notamment partie de la distribution.

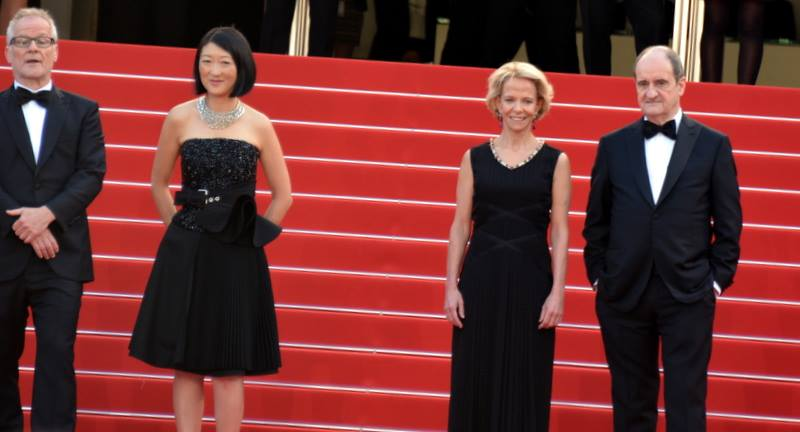
Le délégué général du festival Thierry Frémaux, la ministre de la culture Fleur Pellerin, la présidente du CNC Frédérique Bredin et le président du festival Pierre Lescure.

C'est le 10 avril 2015 qu'est annoncé le nom de la Présidente du jury de la section Un certain regard. Il s'agit de l'actrice italo-américaine Isabella Rossellini : la mère de cette dernière, Ingrid Bergman, est par ailleurs l'emblème de l'affiche de cette édition du festival. À noter que les parents d'Isabella Rossellini ont chacun présidé le jury des longs-métrages à Cannes : sa mère en 1973, et son père Roberto Rossellini en 1977. Isabella Rossellini avait en outre déjà présidé le jury du Festival de Berlin 2011.
Le film La Tête haute d'Emmanuelle Bercot est annoncé le 13 avril 2015 comme film d'ouverture. C'est la deuxième fois qu'une réalisatrice ouvrira le Festival de Cannes (la première fois remonte en 1987 avec le film Un homme amoureux de Diane Kurys). Catherine Deneuve, Benoît Magimel et Sara Forestier sont au générique de ce film. Deux jours plus tard c'est le film d'ouverture de la Quinzaine des réalisateurs qui est annoncé. Il s'agit du nouveau film du réalisateur français Philippe Garrel, L'Ombre des femmes, avec Clotilde Courau et Stanislas Merhar. Ce même jour sont dévoilés les neuf courts métrages en compétition officielle.
La sélection officielle est annoncée lors de la conférence de presse du jeudi 16 avril 2015.
Les membres du jury des longs-métrages sont annoncés le 21 avril 2015,. Parmi eux l'actrice française Sophie Marceau, l'actrice anglaise Sienna Miller déjà jurée au Festival du film britannique de Dinard 2010, ou encore l'acteur américain Jake Gyllenhaal déjà juré au Festival de Berlin 2012. Le réalisateur québécois Xavier Dolan devient, à l'âge de 26 ans, le second plus jeune membre du jury des longs-métrages, devancé par la réalisatrice canadienne Renée Blanchar qui fêtait ses 25 ans sur la Croisette alors qu'elle siégeait dans le jury présidé par Wim Wenders lors du Festival de Cannes 1989. L'actrice israélo-américaine Natalie Portman allait, elle, vers ses 27 ans lors du Festival de Cannes 2008.
Le film de clôture est annoncé le 30 avril 2015. Il s'agit du nouveau film de Luc Jacquet, La Glace et le Ciel.
Un peu plus d'une semaine avant le début du festival, le 5 mai 2015 est annoncé que c'est l'actrice Sabine Azéma qui présidera le jury de la Caméra d'or. Deux jours plus tard c'est l'ensemble des jurys de Rossellini et Sissako qui sont dévoilés.
Dans un communiqué du 9 mai 2015 les organisateurs du festival annoncent que la réalisatrice française Agnès Varda recevra une Palme d'honneur, soit dix ans après avoir fait partie du jury des longs-métrages. Cette distinction n'a pas été remise depuis l'édition de 2011. De plus c'est la première femme à recevoir ce prix.
Lors de cette édition, est créée une nouvelle récompense dédiée aux documentaires, nommée L'Œil d'or, initiée par Julie Bertuccelli.
C'est l'actrice américaine Julianne Moore, Prix d'interprétation féminine du jury de Jane Campion, qui ouvre le festival en recevant des mains du maître de cérémonie son prix. En effet, Julianne Moore n'avait pas assisté à la cérémonie de clôture l'an passé.
Après Uma Thurman en 2013 et 2014 (accompagné de Quentin Tarantino cette fois-ci), c'est l'actrice belge et membre du jury de la Cinéfondation et des courts-métrages, Cécile de France, qui remet la Palme d'or.

## Jurys

### Compétition
| Nom | Nom                                     | Qualité                                     | Nationalité              |
| --- | --------------------------------------- | ------------------------------------------- | ------------------------ |
|     | Ethan et Joel Coen (présidents du jury) | Réalisateurs, scénaristes et producteurs    | États-Unis               |
|     | Rossy de Palma                          | Actrice                                     | Espagne                  |
|     | Sophie Marceau                          | Actrice                                     | France                   |
|     | Sienna Miller                           | Actrice                                     | Royaume-Uni / États-Unis |
|     | Rokia Traoré                            | Auteur-compositrice-interprète              | Mali                     |
|     | Guillermo del Toro                      | Réalisateur, scénariste, producteur         | Mexique                  |
|     | Xavier Dolan                            | Réalisateur, scénariste, producteur, acteur | Canada                   |
|     | Jake Gyllenhaal                         | Acteur, producteur                          | États-Unis               |

### Caméra d'or
| Nom                               | Qualité                          | Nationalité |
| --------------------------------- | -------------------------------- | ----------- |
| Sabine Azéma (présidente du jury) | Actrice                          | France      |
| Delphine Gleize                   | Réalisatrice                     | France      |
| Melvil Poupaud                    | Acteur                           | France      |
| Claude Garnier                    | Directrice de la photographie    | France      |
| Didier Huck                       | Délégué aux affaires européennes | France      |
| Yann Gonzalez                     | Artiste et réalisateur           | France      |
| Bernard Payen                     | Critique et programmateur        | France      |

### Un certain regard
| Nom                                      | Qualité                 | Nationalité       |
| ---------------------------------------- | ----------------------- | ----------------- |
| Isabella Rossellini (présidente du jury) | Actrice                 | Italie États-Unis |
| Haifaa al-Mansour                        | Réalisatrice            | Arabie saoudite   |
| Nadine Labaki                            | Réalisatrice et actrice | Liban             |
| Pános Koútras                            | Réalisateur             | Grèce             |
| Tahar Rahim                              | Acteur                  | France            |

### Cinéfondation et courts métrages
| Nom                                      | Qualité                   | Nationalité |
| ---------------------------------------- | ------------------------- | ----------- |
| Abderrahmane Sissako (président du jury) | Réalisateur et scénariste | Mauritanie  |
| Cécile de France                         | Actrice                   | Belgique    |
| Joana Hadjithomas                        | Réalisatrice              | Liban       |
| Daniel Olbrychski                        | Acteur                    | Pologne     |
| Rebecca Zlotowski                        | Réalisatrice              | France      |

### Semaine de la critique
- Ronit Elkabetz (présidente du jury), actrice, réalisatrice et scénariste  Israël
- Katell Quillévéré, réalisatrice,  France
- Peter Suschitzky, chef opérateur,  Royaume-Uni
- Andréa Picard, programmatrice au Festival international du film de Toronto,  Canada
- Boyd van Hoeij, journaliste et critique,  Belgique

### L'Œil d'or
- Rithy Panh (président du jury), réalisateur,  France  Cambodge
- Nicolas Philibert, réalisateur de documentaire,  France
- Irène Jacob, actrice,  France  Suisse
- Diana El Jeiroudi, productrice de documentaire,  Syrie
- Scott Foundas, critique de cinéma,  États-Unis

### Queer Palm
- Desiree Akhavan, réalisatrice et actrice,  France  Iran
- Ava Cahen, journaliste,  France
- Elli Mastorou, journaliste,  Belgique
- Nadia Turincev, productrice,  France
- Laëtitia Eïdo, actrice,  France

### Cannes Soundtrack
Jury composé de journalistes :
- Thierry Méranger, Cahiers du cinéma
- Théo Ribeton, Les Inrockuptibles
- N.T. Binh, Positif
- Bruno Cras, Europe 1
- Rhonda Richford, The Hollywood Reporter
- Caroline Vié, 20 minutes
- Pierre Murat, Télérama
- Pierre Vavasseur, Le Parisien
- Jacques Mandelbaum, Le Monde
- Anne-Claire Cieutat, Bande à part
- Gilles Médioni, L'Express
- Mélanie Carpentier, Grand-écart
- Gérard Delorme, Première
- Benoît Basirico, Cinézik
- Thomas Baurez, Studio Ciné Live
- Marie-Pauline Mollaret, Écran Noir

## Sélections

### Sélection officielle

#### Compétition
La sélection officielle en compétition se compose de 19 films :
| Titre                                                                               | Réalisation       | Distribution                                                          | Pays        |
| ----------------------------------------------------------------------------------- | ----------------- | --------------------------------------------------------------------- | ----------- |
| Dheepan                                                                             | Jacques Audiard   | Antonythasan Jesuthasan, Vincent Rottiers, Marc Zinga                 | France      |
| La Loi du marché                                                                    | Stéphane Brizé    | Vincent Lindon, Xavier Mathieu                                        | France      |
| Marguerite et Julien                                                                | Valérie Donzelli  | Jérémie Elkaïm, Anaïs Demoustier, Frédéric Pierrot, Geraldine Chaplin | France      |
| Chronic                                                                             | Michel Franco     | Tim Roth, Bitsie Tulloch, David Dastmalchian                          | Mexique     |
| Tale of Tales (Il Racconto dei Racconti)                                            | Matteo Garrone    | Salma Hayek, Vincent Cassel, John C. Reilly, Toby Jones               | Italie      |
| Carol                                                                               | Todd Haynes       | Cate Blanchett, Rooney Mara, Sarah Paulson, Kyle Chandler             | États-Unis  |
| The Assassin (Nie Yinniang)                                                         | Hou Hsiao-hsien   | Shu Qi, Chang Chen, Satoshi Tsumabuki                                 | Taïwan      |
| Au-delà des montagnes (Shan He Gu Ren)                                              | Jia Zhangke       | Zhao Tao, Yi Zhang, Jing Dong Liang                                   | Chine       |
| Notre petite sœur (Umimachi Diary)                                                  | Hirokazu Kore-eda | Haruka Ayase, Masami Nagasawa, Kaho, Suzu Hirose                      | Japon       |
| Macbeth                                                                             | Justin Kurzel     | Michael Fassbender, Marion Cotillard                                  | Royaume-Uni |
| The Lobster                                                                         | Yórgos Lánthimos  | Colin Farrell, Rachel Weisz, Léa Seydoux, Ben Whishaw, John C. Reilly | Grèce       |
| Mon roi                                                                             | Maïwenn           | Vincent Cassel, Emmanuelle Bercot, Louis Garrel, Isild Le Besco       | France      |
| Mia madre                                                                           | Nanni Moretti     | Margherita Buy, John Turturro, Nanni Moretti                          | Italie      |
| Le Fils de Saul (Saul fia) en compétition pour la Caméra d'or                       | László Nemes      | Géza Röhrig, Levente Molnár, Urs Rechn                                | Hongrie     |
| Valley of Love                                                                      | Guillaume Nicloux | Gérard Depardieu, Isabelle Huppert                                    | France      |
| Youth (La giovinezza)                                                               | Paolo Sorrentino  | Michael Caine, Harvey Keitel, Jane Fonda, Rachel Weisz, Paul Dano     | Italie      |
| Back Home (Louder than Bombs) en compétition sous le titre Plus fort que les bombes | Joachim Trier     | Isabelle Huppert, Jesse Eisenberg, Gabriel Byrne                      | Norvège     |
| Nos souvenirs (Sea of Trees) en compétition sous le titre La Forêt des songes       | Gus Van Sant      | Matthew McConaughey, Ken Watanabe, Naomi Watts                        | États-Unis  |
| Sicario                                                                             | Denis Villeneuve  | Emily Blunt, Benicio del Toro, Josh Brolin                            | États-Unis  |

#### Un certain regard
La section Un certain regard comprend 19 films :
| Titre                                                     | Réalisation               | Pays         |
| --------------------------------------------------------- | ------------------------- | ------------ |
| Masaan (Fly Away Solo) en compétition pour la Caméra d'or | Neeraj Ghaywan            | Inde         |
| Béliers (Hrùtar)                                          | Grímur Hákonarson         | Islande      |
| Les Délices de Tokyo (film d'ouverture)                   | Naomi Kawase              | Japon        |
| Vers l'autre rive (Kishibe No Tabi)                       | Kiyoshi Kurosawa          | Japon        |
| Je suis un soldat en compétition pour la Caméra d'or      | Laurent Larivière         | France       |
| Soleil de plomb (Zvizdan)                                 | Dalibor Matanić           | Croatie      |
| Taklub                                                    | Brillante Mendoza         | Philippines  |
| The Other Side                                            | Roberto Minervini         | Italie       |
| L'Étage du dessous (Un Etaj Mai Jos)                      | Radu Muntean              | Roumanie     |
| The Shameless (Mu-Roe-Han)                                | Oh Seung-Uk               | Corée du Sud |
| The Chosen Ones (Las Elegidas)                            | David Pablos              | Mexique      |
| Nahid en compétition pour la Caméra d'or                  | Ida Pananandeh            | Iran         |
| Le Trésor (Comoara)                                       | Corneliu Porumboiu        | Roumanie     |
| Alias Maria                                               | José Luis Rugeles Gracia  | Colombie     |
| La Quatrième Voie (Chauthi Koot)                          | Gurvinder Singh           | Inde         |
| Madonna                                                   | Shin Su-won               | Corée du Sud |
| Cemetery of Splendour (Rak ti Khon Kaen)                  | Apichatpong Weerasethakul | Thaïlande    |
| Maryland                                                  | Alice Winocour            | France       |
| Lamb en compétition pour la Caméra d'or                   | Yared Zeleke              | Éthiopie     |

#### Hors compétition
| Titre                                 | Réalisation                    | Pays                 |
| ------------------------------------- | ------------------------------ | -------------------- |
| La Tête haute (film d'ouverture)      | Emmanuelle Bercot              | France               |
| Mad Max: Fury Road                    | George Miller                  | Australie États-Unis |
| L'Homme irrationnel                   | Woody Allen                    | États-Unis           |
| Vice Versa                            | Pete Docter, Ronnie del Carmen | États-Unis           |
| Le Petit Prince                       | Mark Osborne                   | France               |
| La Glace et le Ciel (film de clôture) | Luc Jacquet                    | France               |

##### Séances de minuit
| Titre                                               | Réalisation   | Pays             |
| --------------------------------------------------- | ------------- | ---------------- |
| Office (O Piseu) en compétition pour la Caméra d'or | Hong Won-Chan | Corée du Sud     |
| Amy                                                 | Asif Kapadia  | Inde Royaume-Uni |
| Love                                                | Gaspar Noé    | France           |

##### Séances spéciales
| Titre                                                                                               | Réalisation       | Pays              |
| --------------------------------------------------------------------------------------------------- | ----------------- | ----------------- |
| Asphalte                                                                                            | Samuel Benchetrit | France            |
| O Ka                                                                                                | Souleymane Cissé  | Mali              |
| Une histoire de fou                                                                                 | Robert Guédiguian | France            |
| Enragés en compétition pour la Caméra d'or                                                          | Éric Hannezo      | France            |
| L'Esprit de l'escalier (Hayored Lema'ala) en compétition pour la Caméra d'or                        | Elad Keidan       | Israël            |
| Une histoire d'amour et de ténèbres (Sipur al Ahava ve Choshech) en compétition pour la Caméra d'or | Natalie Portman   | Israël États-Unis |
| Amnesia                                                                                             | Barbet Schroeder  | France            |
| Panama en compétition pour la Caméra d'or                                                           | Pavle Vuckovic    | Serbie            |

#### Cinéfondation
| Titre                   | Réalisation                                                                   | École                                                    | Pays               |
| ----------------------- | ----------------------------------------------------------------------------- | -------------------------------------------------------- | ------------------ |
| Koshtargah              | Behzad Azadi                                                                  | Tehran University of Art                                 | Iran               |
| El Ser Magnético        | Mateo Bendesky                                                                | Universidad del Cine                                     | Argentine          |
| Share                   | Pippa Bianco                                                                  | AFI’s Directing Workshop for Women                       | États-Unis         |
| Manoman                 | Simon Cartwright                                                              | National Film and Television School                      | Royaume-Uni        |
| Victor XX               | Ian Garrido Lòpez                                                             | Escuela Superior de Cine y Audiovisuales de Cataluña     | Espagne            |
| Vozvrashenie Erkina     | Maria Guskova                                                                 | High Courses for Scriptwriters and Film Directors        | Russie             |
| Leonardo                | Félix Hazeaux, Thomas Nitsche, Edward Noonan, Franck Pina, Raphaëlle Plantier | MOPA                                                     | France             |
| Locas Perdidas          | Ignacio Juricic Merillàn                                                      | Carrera de Cine y TV Universidad de Chile                | Chili              |
| Tsunami                 | Sofie Kampmark                                                                | The Animation Workshop                                   | Danemark           |
| Retriever               | Tomáš Klein, Tomáš Merta                                                      | Académie du film de Prague                               | République tchèque |
| Les Chercheurs          | Aurélien Peilloux                                                             | La Femis                                                 | France             |
| Abwesend                | Eliza Petkova                                                                 | Académie allemande du film et de la télévision de Berlin | Allemagne          |
| Asara Rehovot Mea Etsim | Miki Polonski                                                                 | Minshar for Art                                          | Israël             |
| 14 Steps                | Maksim Shavkin                                                                | Moscow School of New Cinema                              | Russie             |
| Anfibio                 | Héctor Silva Nùñez                                                            | Escuela Internacional de Cine y Televisión               | Cuba               |
| Ainahan Ne Palaa        | Salla Sorri                                                                   | ELO Film School Helsinki - Université Aalto              | Finlande           |
| Het Paradijs            | Laura Vandewynckel                                                            | RITS School of Arts Brussels                             | Belgique           |
| Ri Guang Zhi Xia'       | Qiu Yang                                                                      | The VCA, Film & TV School, Melbourne University          | Australie          |

#### Courts métrages
| Titre                                   | Réalisation              | Pays                       |
| --------------------------------------- | ------------------------ | -------------------------- |
| Waves '98                               | Ely Dagher               | Liban Qatar                |
| Les Invitées (The Guests)               | Shane Danielsen          | Australie                  |
| Mardi (Sali)                            | Ziya Demirel             | Turquie France             |
| Le Repas dominical                      | Céline Devaux            | France                     |
| Love is Blind                           | Dan Hodgson              | Royaume-Uni                |
| Ave Maria                               | Basil Khalil             | Palestine France Allemagne |
| Copain                                  | Jan Roosens, Raf Roosens | Belgique                   |
| Patriot                                 | Eva Riley                | Royaume-Uni                |
| Présent imparfait (Presente imperfecto) | Iair Said                | Argentine                  |

#### Cannes Classics

##### Fiction
| Titre                                                                      | Réalisation        | Pays        | Date |
| -------------------------------------------------------------------------- | ------------------ | ----------- | ---- |
| Les Ordres                                                                 | Michel Brault      | Canada      | 1974 |
| Insiang                                                                    | Lino Brocka        | Philippines | 1976 |
| Z                                                                          | Costa-Gavras       | France      | 1968 |
| Visite ou Mémoires et Confessions (Visita ou Memórias e Confissões)        | Manoel de Oliveira | Portugal    | 1982 |
| Panique                                                                    | Julien Duvivier    | France      | 1946 |
| Combat sans code d'honneur (Jingi Naki Tatakai)                            | Kinji Fukasaku     | Japon       | 1973 |
| A Touch of Zen (俠女, Xia Nu)                                              | King Hu            | Taïwan      | 1973 |
| Les Sans-Espoir (Szegénylegények)                                          | Miklós Jancsó      | Hongrie     | 1965 |
| Soyez les bienvenus (Dobro Pozhalovat, Ili Postoronnim Vkhod Vospreshchen) | Elem Klimov        | Russie      | 1964 |
| Marius                                                                     | Alexander Korda    | France      | 1931 |
| Lumière ! L'aventure commence                                              | Louis Lumière      | France      |      |
| Ascenseur pour l'échafaud                                                  | Louis Malle        | France      | 1958 |
| Conte des chrysanthèmes tardifs (Zangiku monogatari)                       | Kenji Mizoguchi    | Japon       | 1939 |
| L'Histoire officielle (La historia oficial)                                | Luis Puenzo        | Argentine   | 1984 |
| Le Troisième Homme (The Third Man)                                         | Carol Reed         | Royaume-Uni | 1949 |
| Les Yeux brûlés                                                            | Laurent Roth       | France      | 1986 |
| More                                                                       | Barbet Schroeder   | France      | 1969 |
| La Noire de...                                                             | Ousmane Sembène    | Sénégal     | 1966 |
| Le Sud (Sur)                                                               | Fernando Solanas   | Argentine   | 1988 |
| Rocco et ses frères (Rocco e i suoi fratelli)                              | Luchino Visconti   | Italie      | 1960 |
| Citizen Kane                                                               | Orson Welles       | États-Unis  | 1941 |
| La Dame de Shanghai (The Lady from Shanghai)                               | Orson Welles       | États-Unis  | 1948 |

##### Documentaires
| Titre                                      | Réalisation                      | Pays                     | Sujet                                                                                 |
| ------------------------------------------ | -------------------------------- | ------------------------ | ------------------------------------------------------------------------------------- |
| Je suis Ingrid (Jag Är Ingrid)             | Stig Björkman                    | Suède                    | Ingrid Bergman                                                                        |
| By Sidney Lumet                            | Nancy Buirski                    | États-Unis               | Sidney Lumet                                                                          |
| Hitchcock/Truffaut                         | Jones Kent                       | États-Unis               | Alfred Hitchcock, François Truffaut et le fameux entretien-fleuve entre les cinéastes |
| Orson Welles, autopsie d'une légende       | Elisabeth Kapnist                | France                   | 2015                                                                                  |
| This is Orson Welles                       | Clara Kuperberg, Julia Kuperberg | France                   | 2015                                                                                  |
| Steve McQueen : The Man & Le Mans          | Gabriel Clarke, John McKenna     | États-Unis ; Royaume-Uni | Steve McQueen et Le Mans                                                              |
| Depardieu grandeur nature                  | Richard Melloul                  | France                   | Gérard Depardieu                                                                      |
| Sembene!                                   | Samba Gadjigo, Jason Silverman   | États-Unis ; Sénégal     | Ousmane Sembène                                                                       |
| Harold and Lillian: a Hollywood Love Story | Daniel Raim                      |                          | L'histoire des story-boards de Harold Michelson et de sa femme Lillian                |
| La Légende de la Palme d'or                | Alexis Veller                    | Suisse                   | 60 ans de la Palme d'or                                                               |

#### Cinéma de la Plage
| Titre                                   | Réalisation        | Pays             | Date |
| --------------------------------------- | ------------------ | ---------------- | ---- |
| Terminator (The Terminator)             | James Cameron      | États-Unis       | 1984 |
| Hôtel du Nord                           | Marcel Carné       | France           | 1938 |
| Ivan le Terrible (Иван Грозный)         | Sergueï Eisenstein | Union soviétique | 1944 |
| Ran (乱)                                | Akira Kurosawa     | Japon            | 1985 |
| Hibernatus                              | Édouard Molinaro   | France Italie    | 1969 |
| Le Grand Blond avec une chaussure noire | Yves Robert        | France           | 1972 |
| Usual Suspects (The Usual Suspects)     | Bryan Singer       | États-Unis       | 1995 |
| Apollo 13                               | Ron Howard         | États-Unis       | 1995 |
| Jurassic Park                           | Steven Spielberg   | États-Unis       | 1993 |
| Joe Hill                                | Bo Widerberg       | Suède États-Unis | 1971 |

### Quinzaine des réalisateurs

#### Longs métrages
| Titre | Réalisation             | Pays                         |
| --- | ----------------------- | ---------------------------- |
| Un jour comme un autre                                                                                      | Fernando León de Aranoa | Espagne                      |
| Allende, mi Abuelo Allende en compétition pour la Caméra d'or                                               | Marcia Tambutti         | Chili Mexique                |
| Les Mille et Une Nuits (As 1001 Noites)                                                                     | Miguel Gomes            | Portugal                     |
| Les Cowboys en compétition pour la Caméra d'or                                                              | Thomas Bidegain         | France                       |
| L'Étreinte du serpent (El Abrazo de la Serpiente)                                                           | Ciro Guerra             | Colombie Venezuela Argentine |
| Fatima | Philippe Faucon         | France                       |
| Green Room                                                                                                  | Jeremy Saulnier         | États-Unis                   |
| Much Loved                                                                                                  | Nabil Ayouch            | Maroc France                 |
| Mustang en compétition pour la Caméra d'or                                                                  | Deniz Gamze Ergüven     | France Allemagne Turquie     |
| Peace to Us in Our Dreams                                                                                   | Šarūnas Bartas          | Lituanie France              |
| Les Chansons que mes frères m'ont apprises (Songs My Brothers Taught Me) en compétition pour la Caméra d'or | Chloé Zhao              | États-Unis                   |
| Le Lendemain (Efterskalv) en compétition pour la Caméra d'or                                                | Magnus von Horn         | Suède France Pologne         |
| Le Tout Nouveau Testament                                                                                   | Jaco Van Dormael        | Belgique France Luxembourg   |
| Trois souvenirs de ma jeunesse                                                                              | Arnaud Desplechin       | France                       |

#### Courts métrages
| Titre                | Réalisation                           | Pays        |
| -------------------- | ------------------------------------- | ----------- |
| Bleu Tonnerre        | Jean-Marc E.Roy, Philippe David Gagné | Canada      |
| Calme ta joie        | Emmanuel Laskar                       | France      |
| El pasado roto       | Martín Morgenfeld, Sebastián Schjaer  | Argentine   |
| Kung Fury            | David Sandberg                        | Suède       |
| Pitchoune            | Reda Kateb                            | France      |
| Provas, Exorcismos   | Susana Nobre                          | Portugal    |
| Pueblo               | Elena López Riera                     | Espagne     |
| Quelques Secondes    | Nora El Hourch (d)                    | France      |
| Quintal              | André Novais Oliveira                 | Brésil      |
| Rate Me              | Fyzal Boulifa                         | Royaume-Uni |
| The Exquisite Corpus | Peter Tcherkassky                     | Autriche    |

#### Séances spéciales
| Titre                                 | Réalisation     | Pays       |
| ------------------------------------- | --------------- | ---------- |
| L'Ombre des femmes (film d'ouverture) | Philippe Garrel | France     |
| Yakuza Apocalypse                     | Takashi Miike   | Japon      |
| Actua 1 (1968)                        | Philippe Garrel | France     |
| Dope (film de clôture)                | Rick Famuyiwa   | États-Unis |

### Semaine de la critique

#### Longs métrages
| Titre                                                                          | Réalisation                | Pays                                  |
| ------------------------------------------------------------------------------ | -------------------------- | ------------------------------------- |
| Dégradé en compétition pour la Caméra d'or                                     | Arab Nasser, Tarzan Nasser | Palestine France Qatar                |
| Krisha en compétition pour la Caméra d'or                                      | Trey Edward Shults         | États-Unis                            |
| Mediterranea en compétition pour la Caméra d'or                                | Jonas Carpignano           | Italie France États-Unis Allemagne    |
| Ni le ciel ni la terre en compétition pour la Caméra d'or                      | Clément Cogitore           | France Belgique                       |
| Paulina (La Patota)                                                            | Santiago Mitre             | Argentine Brésil France               |
| Sleeping Giant en compétition pour la Caméra d'or                              | Andrew Cividino            | Canada                                |
| La Terre et l'Ombre (La tierra y la sombra) en compétition pour la Caméra d'or | César Augusto Acevedo      | Colombie France Pays-Bas Chili Brésil |

#### Courts métrages
| Titre                                    | Réalisation        | Pays       |
| ---------------------------------------- | ------------------ | ---------- |
| Everything Will be Okay (Alles wird gut) | Patrick Vollrath   | Allemagne  |
| Boys                                     | Isabella Carbonell | Suède      |
| Command Action                           | João Paulo Miranda | Brésil     |
| La Fin du Dragon                         | Marina Diaby       | France     |
| The Fox Exploits the Tiger's Might       | Lucky Kuswandi     | Indonésie  |
| Jeunesse des loups-garous                | Yann Delattre      | France     |
| Love Comes Later                         | Sonejuhi Sinha     | États-Unis |
| Ramona                                   | Andrei Cretulescu  | Roumanie   |
| Too Cool for School                      | Kevin Phillips     | États-Unis |
| Varicella                                | Fulvio Risuleo     | Italie     |

#### Séances spéciales
| Titre                                               | Réalisation      | Pays         |
| --------------------------------------------------- | ---------------- | ------------ |
| Les Anarchistes (film d'ouverture)                  | Élie Wajeman     | France       |
| Coin Locker Girl en compétition pour la Caméra d'or | Han Jun-hee      | Corée du Sud |
| Les Deux Amis en compétition pour la Caméra d'or    | Louis Garrel     | France       |
| La Vie en grand (film de clôture)                   | Mathieu Vadepied | France       |

### ACID
| Titre                                            | Réalisation         | Pays                   |
| ------------------------------------------------ | ------------------- | ---------------------- |
| Cosmodrama                                       | Philippe Fernandez  | France                 |
| Crache cœur                                      | Julia Kowalski      | France Pologne         |
| Gaz de France                                    | Benoît Forgeard     | France                 |
| Avant l'aurore (sous le titre De l'ombre il y a) | Nathan Nicholovitch | France                 |
| Je suis le peuple                                | Anna Roussillon     | France                 |
| Pauline s'arrache                                | Émilie Brisavoine   | France                 |
| The Grief of Others                              | Patrick Wang        | États-Unis             |
| La Vanité                                        | Lionel Baier        | Suisse France          |
| Volta a Terra                                    | João Pedro Plácido  | Portugal Suisse France |

## Palmarès

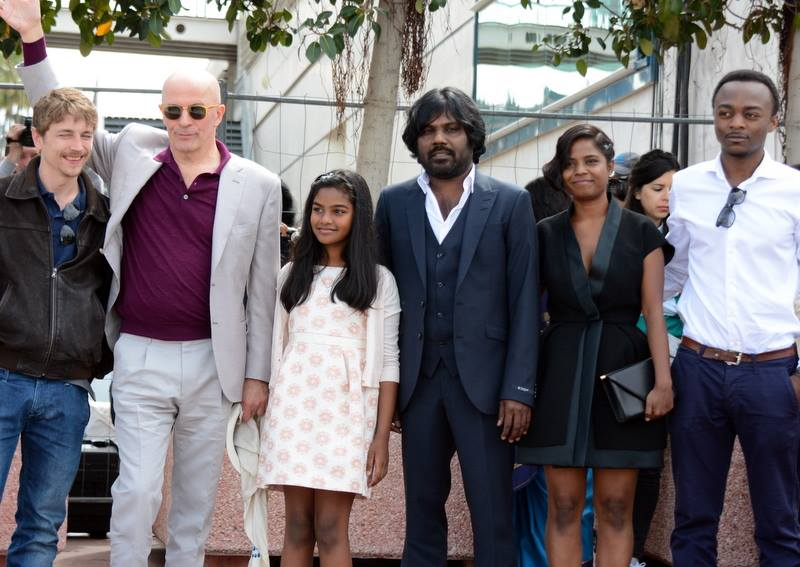
Jacques Audiard, réalisateur de la palme d'or Dheepan, avec les principaux comédiens du film.

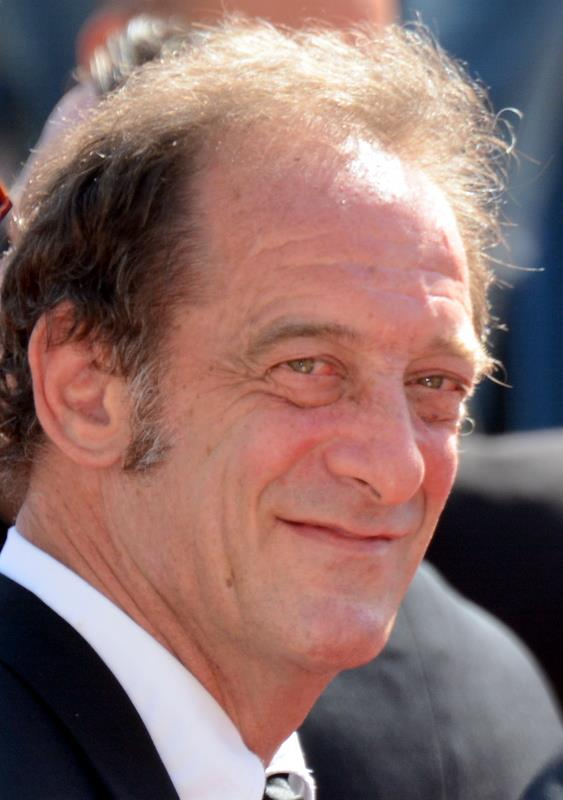
Vincent Lindon, prix d'interprétation masculine pour La Loi du marché.

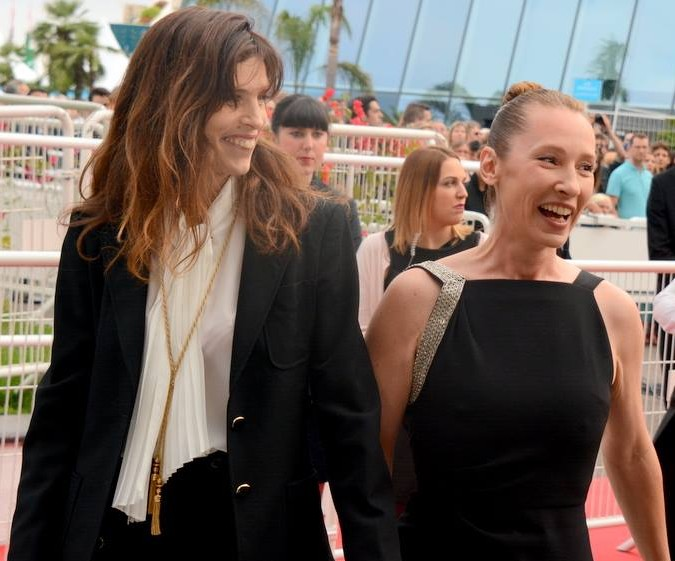
Emmanuelle Bercot (à droite), prix d'interprétation féminine pour Mon roi, en compagnie de Maïwenn, réalisatrice du film.

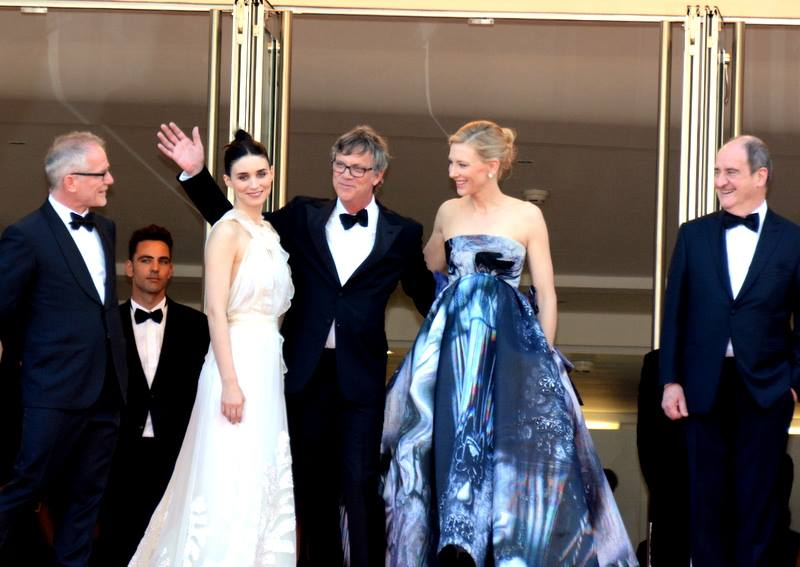
Rooney Mara (en blanc), prix d'interprétation féminine ex aequo avec Emmanuelle Bercot pour le film Carol, en compagnie du réalisateur du film Todd Haynes et de sa partenaire Cate Blanchett.

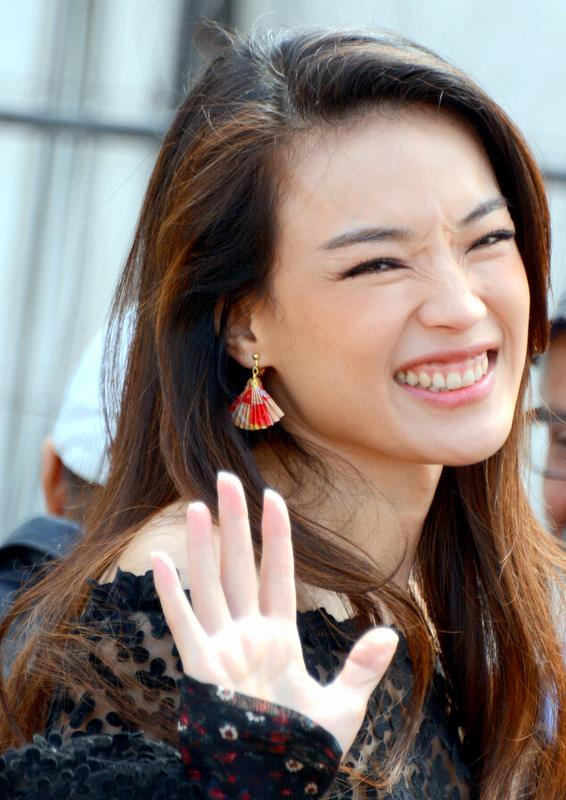
Shu Qi, actrice principale de The Assassin (prix de la mise en scène).

### Palmarès officiel

#### Longs métrages
| Prix                            | Attribué à                           | Pays       |
| ------------------------------- | ------------------------------------ | ---------- |
| Palme d'or                      | Dheepan de Jacques Audiard           | France     |
| Grand prix                      | Le Fils de Saul de László Nemes      | Hongrie    |
| Prix d'interprétation féminine  | Emmanuelle Bercot dans Mon roi       | France     |
| Prix d'interprétation féminine  | Rooney Mara dans Carol               | États-Unis |
| Prix d'interprétation masculine | Vincent Lindon dans La Loi du marché | France     |
| Prix de la mise en scène        | Hou Hsiao-hsien pour The Assassin    | Taïwan     |
| Prix du jury                    | The Lobster de Yórgos Lánthimos      | Grèce      |
| Prix du scénario                | Michel Franco pour Chronic           | Mexique    |

#### Caméra d'or
| Prix        | Attribué à                                   | Pays     |
| ----------- | -------------------------------------------- | -------- |
| Caméra d'or | La Terre et l'Ombre de César Augusto Acevedo | Colombie |

#### Un certain regard
| Prix                               | Attribué à                              | Pays     |
| ---------------------------------- | --------------------------------------- | -------- |
| Prix Un certain regard             | Béliers de Grímur Hákonarson            | Islande  |
| Prix du jury                       | Soleil de plomb de Dalibor Matanić      | Croatie  |
| Prix spécial « Un Certain Regard » | Nahid de Ida Pananandeh                 | Iran     |
| Prix spécial « Un Certain Regard » | Masaan de Neeraj Ghaywan                | Inde     |
| Prix de la mise en scène           | Kiyoshi Kurosawa pour Vers l'autre rive | Japon    |
| Prix "Un Certain Talent"           | Le Trésor de Corneliu Porumboiu         | Roumanie |

#### Cinéfondation
| Prix     | Attribué à                                 | École                                                        |
| -------- | ------------------------------------------ | ------------------------------------------------------------ |
| 1er prix | Share de Pippa Bianco                      | AFI’s Directing Workshop for Women États-Unis                |
| 2e prix  | Locas Perdidas de Ignacio Juricic Merillàn | Carrera de Cine y TV Universidad de Chile Chili              |
| 3e prix  | Vozvrashenie Erkina de Maria Guskova       | High Courses for Scriptwriters and Film Directors Russie     |
| 3e prix  | Victor XX de Ian Garrido Lòpez             | Escuela Superior de Cine y Audiovisuales de Cataluña Espagne |

#### Courts métrages
| Prix                        | Attribué à              | Pays  |
| --------------------------- | ----------------------- | ----- |
| Palme d'or du court métrage | Waves '98 de Ely Dagher | Liban |

### Palme d'honneur
| Prix            | Attribué à  | Pays   |
| --------------- | ----------- | ------ |
| Palme d'honneur | Agnès Varda | France |

### Quinzaine des réalisateurs
| Prix                                          | Attribué à                                                       | Pays           |
| --------------------------------------------- | ---------------------------------------------------------------- | -------------- |
| Art Cinema Award (CICAE)                      | L'Étreinte du serpent (El Abrazo de la Serpiente) de Ciro Guerra | Colombie       |
| Prix SACD                                     | Trois souvenirs de ma jeunesse de Arnaud Desplechin              | France         |
| Label Europa Cinemas                          | Mustang de Deniz Gamze Ergüven                                   | France Turquie |
| Prix Illy du court métrage                    | Rate Me de Fyzal Boulifa                                         | Royaume-Uni    |
| Prix Illy du court métrage - Mention spéciale | The Exquisite Corpus de Peter Tcherkassky                        | Autriche       |
| Carrosse d'or                                 | Jia Zhangke                                                      | Chine          |

### Semaine de la critique
| Prix                                              | Attribué à                                   | Pays      |
| ------------------------------------------------- | -------------------------------------------- | --------- |
| Grand prix Nespresso de la semaine de la critique | Paulina (La Patota) de Santiago Mitre        | Argentine |
| Prix Révélation France 4                          | La Terre et l'Ombre de César Augusto Acevedo | Colombie  |
| Prix SACD                                         | La Terre et l'Ombre de César Augusto Acevedo | Colombie  |
| Aide Fondation Gan pour la diffusion              | Ni le ciel ni la terre de Clément Cogitore   | France    |
| Prix Découverte Sony CineAlta du court métrage    | Varicella de Fulvio Risuleo                  | Italie    |
| Prix Canal+ du court métrage                      | Ramona de Andrei Cretulescu                  | Roumanie  |

### Autres prix
| Prix                                       | Prix                           | Attribué à                                    | Pays                   |
| ------------------------------------------ | ------------------------------ | --------------------------------------------- | ---------------------- |
| Prix FIPRESCI                              | Compétition                    | Le Fils de Saul de László Nemes               | Hongrie                |
| Prix FIPRESCI                              | Un certain regard              | Masaan de Neeraj Ghaywan                      | Inde                   |
| Prix FIPRESCI                              | Quinzaine des réalisateurs     | Paulina (La Patota) de Santiago Mitre         | Argentine              |
| Prix du jury œcuménique                    | Compétition                    | Mia madre de Nanni Moretti                    | Italie                 |
| Prix du jury œcuménique                    | Mentions spéciales             | La Loi du marché de Stéphane Brizé            | France                 |
| Prix du jury œcuménique                    | Mentions spéciales             | Taklub de Brillante Mendoza                   | Philippines            |
| Prix François-Chalais                      | Prix François-Chalais          | Le Fils de Saul de László Nemes               | Hongrie                |
| L'Œil d'or                                 | Prix de L'Œil d'or             | Allende, mi Abuelo Allende de Marcia Tambutti | Chili                  |
| L'Œil d'or                                 | Mention spéciale               | Je suis Ingrid de Stig Björkman               | Suède                  |
| Trophée Chopard                            | Révélation féminine            | Lola Kirke                                    | Royaume-Uni États-Unis |
| Trophée Chopard                            | Révélation masculine           | Jack O'Connell                                | Royaume-Uni            |
| Queer Palm                                 | Queer palm du long-métrage     | Carol de Todd Haynes                          | États-Unis             |
| Queer Palm                                 | Mention spéciale               | The Lobster de Yórgos Lánthimos               | Grèce                  |
| Queer Palm                                 | Queer palm du court-métrage    | Locas Perdidas de Ignacio Juricic Merillán    | Chili                  |
| Palme Dog                                  | Palme Dog                      | Lucky dans Les Mille et Une Nuits             | Portugal               |
| Palme Dog                                  | Prix spécial                   | Bob dans The Lobster                          | Grèce                  |
| Cannes Soundtrack Award                    | Cannes Soundtrack Award        | Lim Giong pour The Assassin                   | Taïwan                 |
| Meilleur film des agrégateurs de critiques | Le Film français               | Mia madre de Nanni Moretti                    | Italie                 |
| Meilleur film des agrégateurs de critiques | Screen International (ex-æquo) | Carol de Todd Haynes                          | États-Unis             |
| Meilleur film des agrégateurs de critiques | Screen International (ex-æquo) | The Assassin de Hou Hsiao-hsien               | Taïwan                 |